# Jos Schijvens
Josephus Cornelis Aloysius (Jos) Schijvens (Tilburg, 12 mei 1908 – aldaar, 18 juli 1966) was een Nederlands architect.

## Levensloop
Jos Schijvens werd geboren in Tilburg als jongste van drie kinderen. Zijn vader Cornelis Alphonsus Schijvens was werkzaam als wollenstoffenwever. In juli 1916 begon Cornelis Schijvens samen met zijn vrouw, Christina Douw, een koffiehuis/café op de hoek van de Heuvel en de Spoorlaan in Tilburg. Jos Schijvens ging na de lagere school naar de Tilburgse ambachtsschool en leerde er timmeren. In de avonduren volgde hij tekenlessen.
Van 1925 tot 1930 studeerde hij aan de Academie voor Beeldende en Bouwende Kunsten van de RK Leergangen te Tilburg. Hij volgde er de studierichting Architectuur. In 1930 behaalde hij het eerste gedeelte van het examen voor architect, het tweede gedeelte heeft hij nooit meer gedaan.

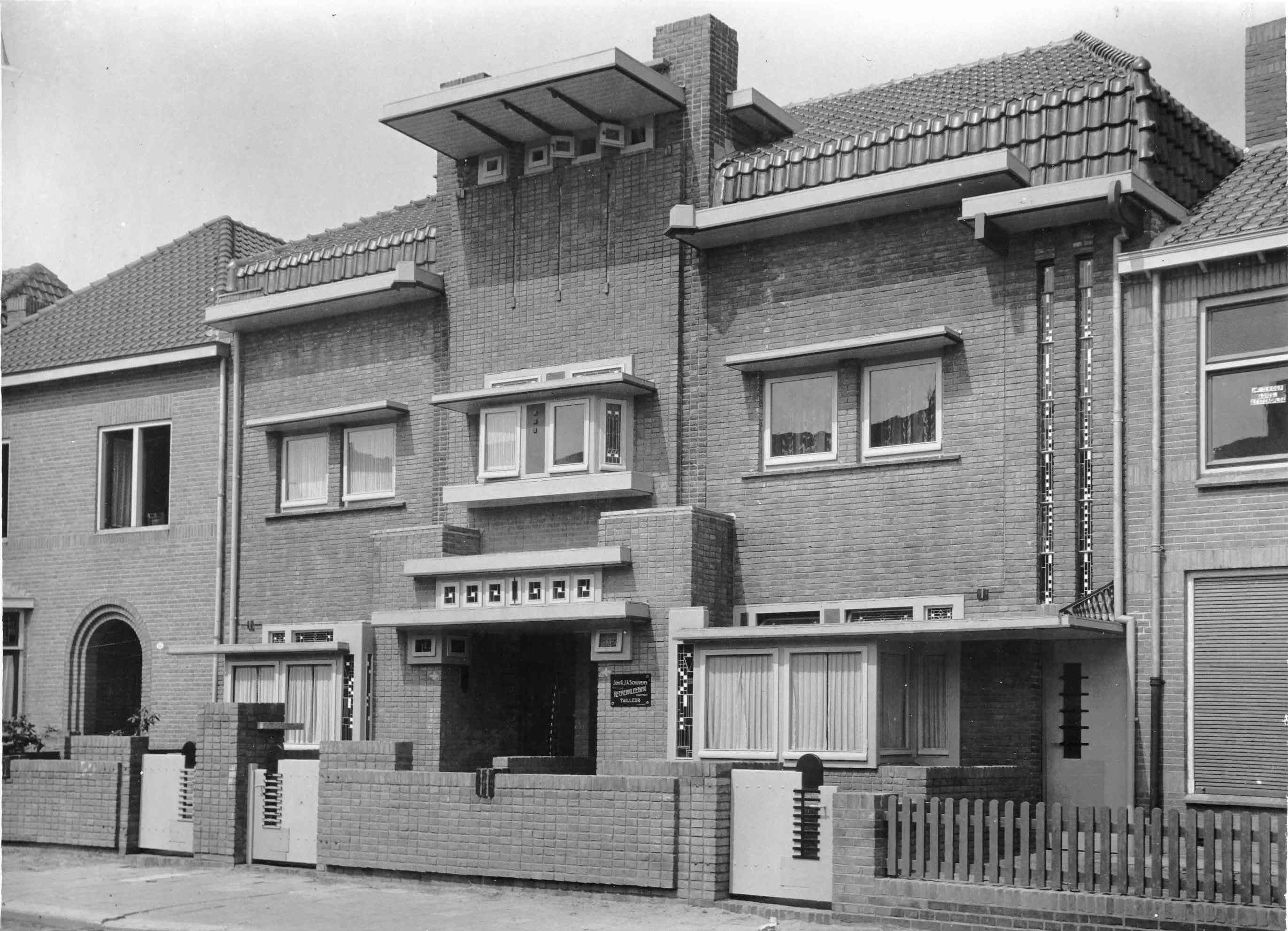
Hyacintstraat 13-15 Tilburg anno 1930. architect Jos Schijvens

Begin jaren dertig werkte Schijvens korte tijd voor architect F.J. Rampart in Bergen op Zoom. Zij bouwden daar onder andere het café-restaurant, later hotel, “de Schelde”.
In 1929 ontwierp Schijvens zelf al een dubbel woonhuis aan de Hyacintstraat 13-15 in Tilburg, in opdracht van zijn vader. De huizen werden uitgevoerd in de stijl van de Amsterdamse School/expressionisme. Zijn ouders gingen op nummer 15 wonen, zijn broer Jan met zijn gezin op nummer 13. Na het overlijden van beide ouders, kort na elkaar begin jaren dertig, ging Schijvens zelf op nummer 15 wonen met zijn vrouw Cornelia Smulders, met wie hij in 1933 getrouwd was. Hij richtte zijn eigen architectenbureau op en vestigde het aan huis. Sinds 2002 is dit dubbele woonhuis een rijksmonument.
Tijdens de Tweede Wereldoorlog weigerde Jos Schijvens zich in te schrijven bij de Nederlandsche Kultuurkamer. Hij kreeg een beroepsverbod en had daardoor gedurende de oorlog geen werk. Ook zijn lidmaatschap van de Bond van Nederlandse Architecten (BNA) zegde hij op, na de oorlog schreef hij zich weer in.
In 1946 overleed zijn vrouw Corrie. Het jaar daarna trouwde Schijvens opnieuw, dit keer met Anny Bloem, de oudste dochter van de eveneens Tilburgse architect Ide Bloem. Zij kregen later twee kinderen, een dochter en een zoon.
Schijvens volgde in die tijd ook de cursus Kerkelijke Architectuur bij het Kruithuis in 's-Hertogenbosch. Hij kreeg er les van onder anderen Dom van der Laan. Voorts nam Schijvens zitting in verschillende commissies van de Bond van Nederlandse Architecten, waaronder de Architectenraad.
In 1960 verhuisde het gezin Schijvens naar een ruimer pand aan de Bredaseweg in Tilburg, waar ook het architectenbureau weer onderdak vond.
Schijvens ondernam vele buitenlandse reizen, onder meer naar New York, waar hij inspiratie opdeed voor zijn ontwerpen.
In 1966 overleed Schijvens plotseling na een kort verblijf in het ziekenhuis.
Het architectenbureau werd voortgezet door Cees Verberk, die al jaren Schijvens' rechterhand was, en architect Pontzen uit Tilburg onder de naam Verberk & Pontzen.

## Werk (selectie)

### Voor de Tweede Wereldoorlog
- In opdracht van A.C. van Loon bouwde Schijvens in 1935 een meelfabriek met woonhuizen aan de Piushaven/Lanciersstraat in Tilburg, geheel in de stijl van de Amsterdamse School/expressionisme. Inmiddels is dit een rijksmonument.

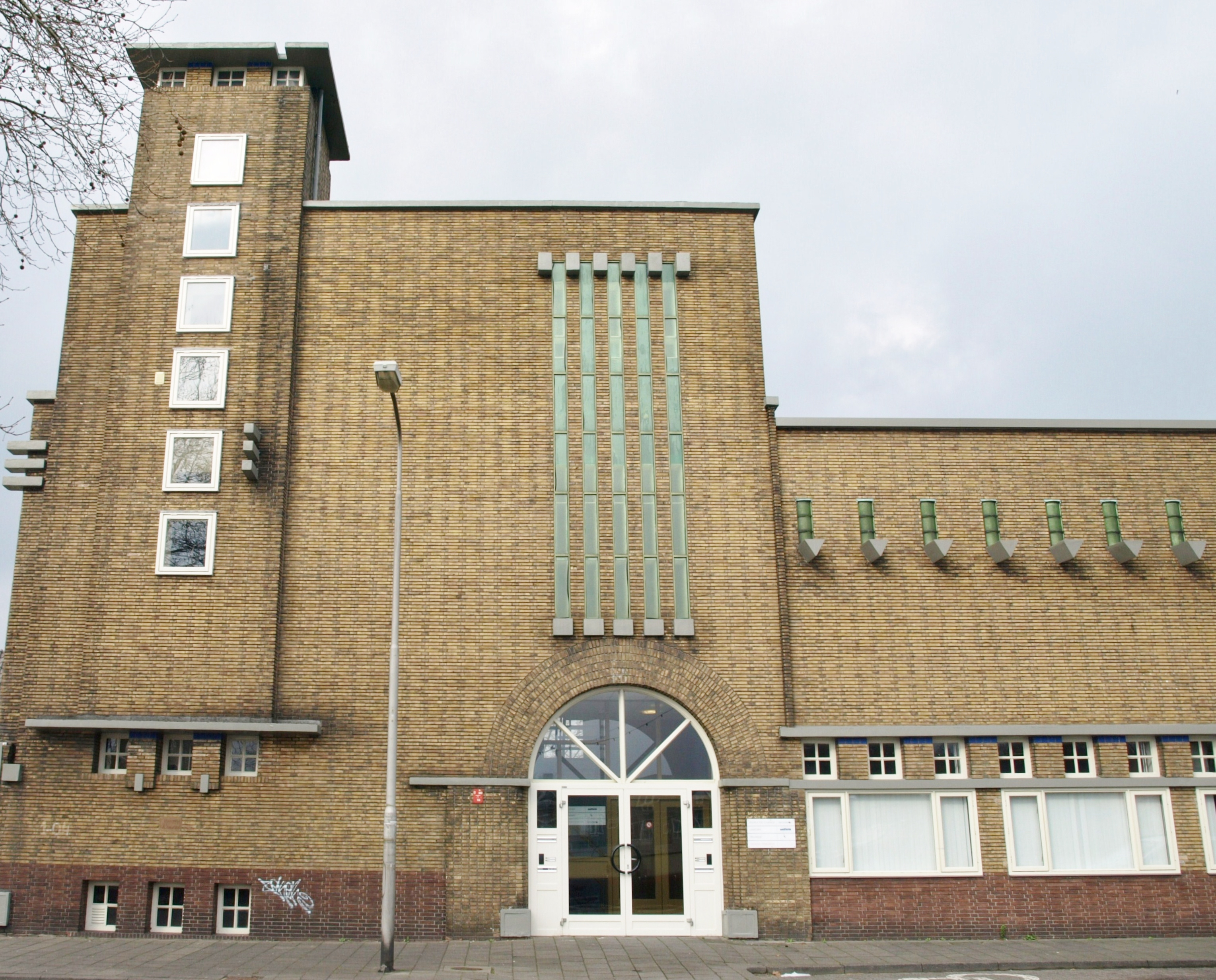
Voormalige meelfabriek NV A.C. van Loon aan de Piushaven in Tilburg

- Schijvens bouwde verschillende woonhuizen aan de Jan M. van Nassaustraat en de Simon van der Stelstraat in Tilburg. Ook het dubbele woonhuis in de St. Josephstraat 2-4 (Amsterdamse School) werd door Schijvens ontworpen.

### Wederopbouw
- Samen met Ir. J. van Buytenen restaureerde Schijvens na de Tweede Wereldoorlog de Antoniuskerk aan de Fellenoord te Eindhoven. Deze kerk is inmiddels gesloopt.
- Zijn winnende ontwerp, naar aanleiding van een prijsvraag onder zes Tilburgse architecten voor het verbouwen en inrichten van de voormalige synagoge aan de Zomerstraat in Tilburg tot tijdelijke Mariakapel, werd in 1949 gerealiseerd. De Tilburgse kunstenaar Frans Mandos maakte er een muurschildering en zijn broer Kees Mandos kalligrafeerde een boek met daarin de namen van alle slachtoffers die in Tilburg tijdens de oorlog waren gesneuveld.
- In 1951 bouwde Schijvens een rusthuis te Nuland, Huize Jozefoord, voor de congregatie van de Zusters van de Choorstraat. Dit rusthuis bestaat nog steeds en er verblijven tegenwoordig ook niet-religieuzen.
- In 1953 bouwde Schijvens in Velddriel de RK Sint Martinuskerk met pastorie. (sinds 2013 beschermd monument).
- In Amersfoort realiseerde Schijvens tussen 1952 en 1957 in opdracht van de orde van de Kruisheren het Constantinianum, een gebouwencomplex met Kruisherenklooster Sint Helena en het bijbehorende Constantijn College  (nu: Het Nieuwe Eemland) aan de Daam Fockemalaan 10 en 12. Het complex is een typisch voorbeeld van Wederopbouwarchitectuur. Sinds 2000 is het voormalige klooster in gebruik als ROC ASA Leerhotel "Het Klooster". In de jaren tachtig werden klooster en college een gemeentelijk monument. In 2007 werd het complex geplaatst op de lijst van 100 monumenten van de Wederopbouw en in april 2010 werd het erkend als rijksmonument.

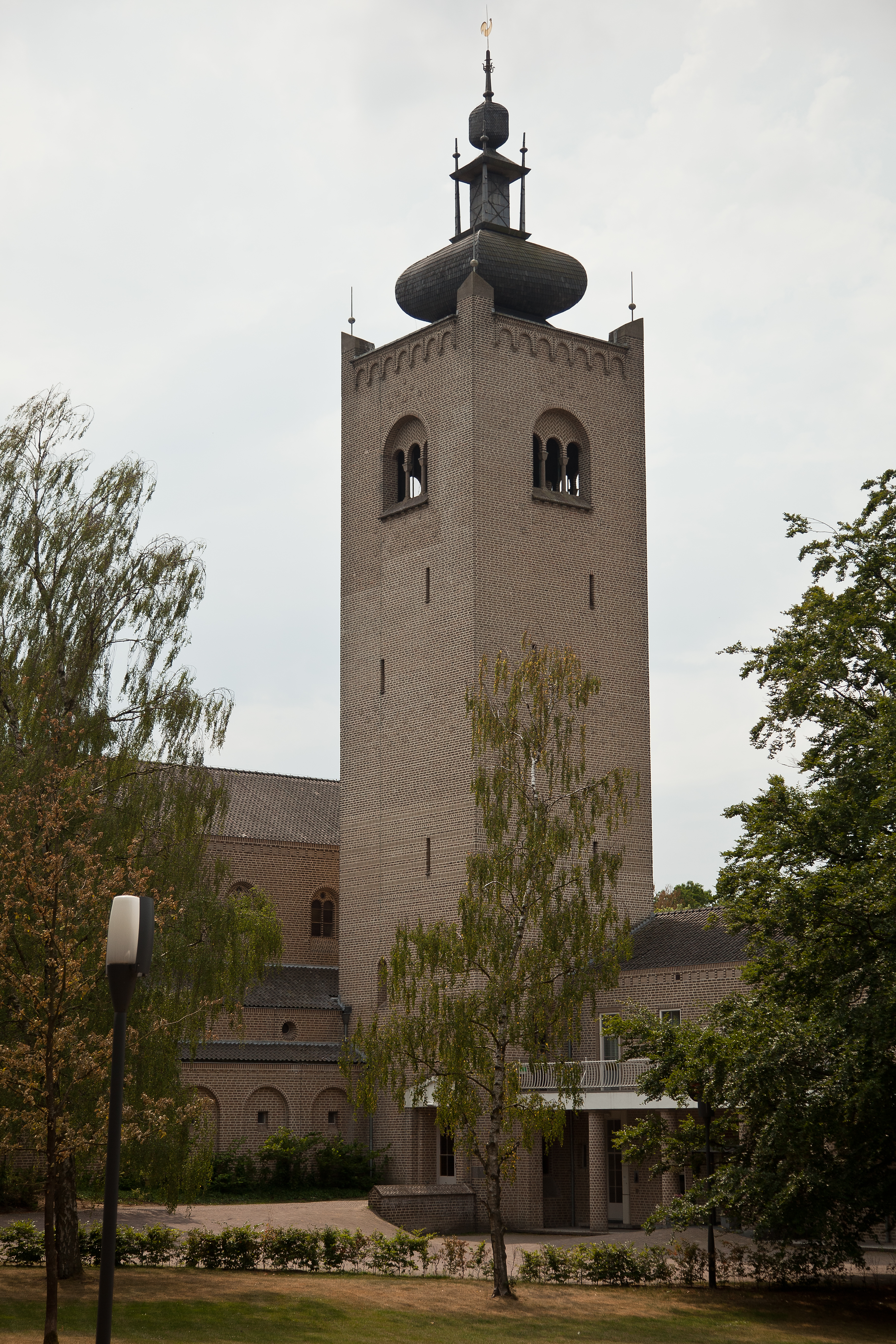
Constantinianum: De toren van het voormalige klooster St. Helena in Amersfoort

- Schijvens bouwde in 1958 een kapel en rectoraat voor de Sint Maartenskliniek te Ubbergen. In deze kapel, momenteel "het Rondeel" genaamd, is nu het restaurant van de kliniek gevestigd. De glas-in-loodramen in deze kapel zijn vervaardigd door Marius de Leeuw. In de jaren zestig ontwierp Schijvens een verpleegstersflat en B.L.O.-school bij deze kliniek.

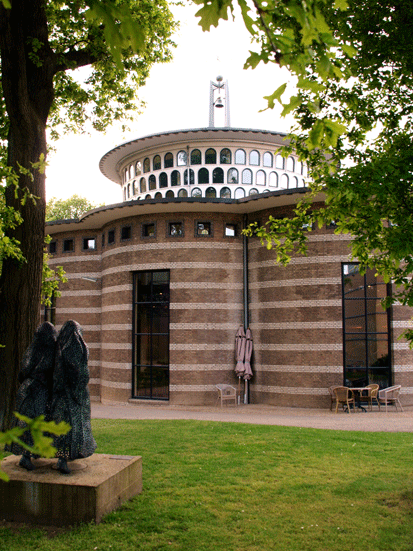
Kapel Maartenskliniek in Ubbergen

- Schijvens ontwierp eind jaren vijftig de winkelgalerijen met bovenwoningen en huizen aan het Burg. v.d. Mortelplein in Tilburg.
- In de jaren vijftig en zestig ontwierp hij rijkspolitiebureaus met dienstwoningen in Kaatsheuvel, Zundert, Bladel (gesloopt), Klundert, Ulvenhout, Dongen, Hilvarenbeek (gesloopt), Halsteren (gesloopt), Asten (gesloopt), Waalre, Mierlo, Nuenen, Reusel, Lage Mierde, Goirle en Helvoirt.
- In 1962 ontwierp Schijvens een nieuwe refter en bibliotheek voor het Sint Agathaklooster, voor de Orde van het Heilig Kruis in Sint-Agatha en hij realiseerde een uitbreiding van de zolderverdieping. Deze laatste verbouwing is inmiddels weer tenietgedaan.
- In opdracht van de heer van Dun bouwde Schijvens in 1958 de moderne Midi-bioscoop met bovenwoning aan de Heuvel te Tilburg. Deze bioscoop werd in 2008 door de gemeente Tilburg verbouwd tot het Miditheater dat echter na enkele jaren de deuren weer moest sluiten. In 2013 is het gebouw verkocht aan nieuwe exploitanten en werd het gebouw weer gebruikt als theater en was het een officiële trouwlocatie. Het gebouw is in 2018 gesloopt.
- Ter vervanging van de tijdelijke Mariakapel aan de Zomerstraat kwam er in 1964 een definitieve kapel, de kapel Onze Lieve Vrouwe ter Nood, aan de Kapelhof in Tilburg. Ook van deze kapel was Schijvens, die inmiddels bekendstond als modern architect, de ontwerper. Momenteel is deze kapel een oorlogsmonument. Sinds 18 maart 2013 staat de kapel op de lijst met 89 topwerken uit de wederopbouwperiode 1959-1965 en sinds 2015 is de kapel een Rijksmonument. In het boek (tegenwoordig een kopie) van Kees Mandos wordt nog iedere dag een pagina omgeslagen met daarop de namen van de mensen die die dag tijdens de oorlog gesneuveld zijn. De prachtige glas-in-betonramen in deze kapel werden gemaakt door Daan Wildschut.
- Sint-Maartenskerk, 1963, Prof. Verbernelaan, Tilburg, met glas-in-betonramen van Jan Dijker, gesloopt begin jaren tachtig.
- Lourdeskerk (1963-1964) met bijbehorende school, Lourdesplein, Tilburg, in 2003 door brand verwoest, op de klokkentoren na.
- De LTS aan de Ringbaan Zuid (Jan Truijenlaan) in Tilburg die Schijvens in 1963 ontwierp en die in die tijd als een van de modernste gebouwen van Tilburg gezien werd, is in 2000 gesloopt.
- In de jaren zestig tekende hij mee aan grote nieuwbouwprojecten in Tilburg West (Wandelbos, het Zand) en Breda (Hoge Vucht).
- Tussen 1963 en 1965 bouwde Schijvens in Hatert de Antonius Abtkerk. Deze kerk is in 2002 gesloopt.
- In 1961 renoveerde hij de kapel behorende bij het klooster Mariënburg aan de Sint Janssingel in 's-Hertogenbosch. Daarbij werden de drie bestaande glas-in-loodramen vervangen door nieuwe glas-in-loodramen ontworpen door Daan Wildschut. De Fa.Verschueren plaatste een nieuw orgel.
- In 1965 bouwde hij een klooster met verpleegstersflat en kapel voor het Carolusziekenhuis in 's-Hertogenbosch. In deze voormalige kapel is momenteel het stadsarchief gevestigd. De glas-in-loodramen die oorspronkelijk in deze kapel zaten, waren van de hand van Marius de Leeuw. In 2010 is een groot deel van deze ramen geplaatst in de kapel van het Jeroen Bosch Ziekenhuis.
- In IJsselstein ontwierp Schijvens de Pauluskerk behorende bij de St. Nicolaasparochie. Deze kerk werd na het overlijden van Schijvens in 1966 verder uitgevoerd door Cees Verberk. De kerk werd ingewijd door kardinaal Alfrink in 1969.